# 篱蓼

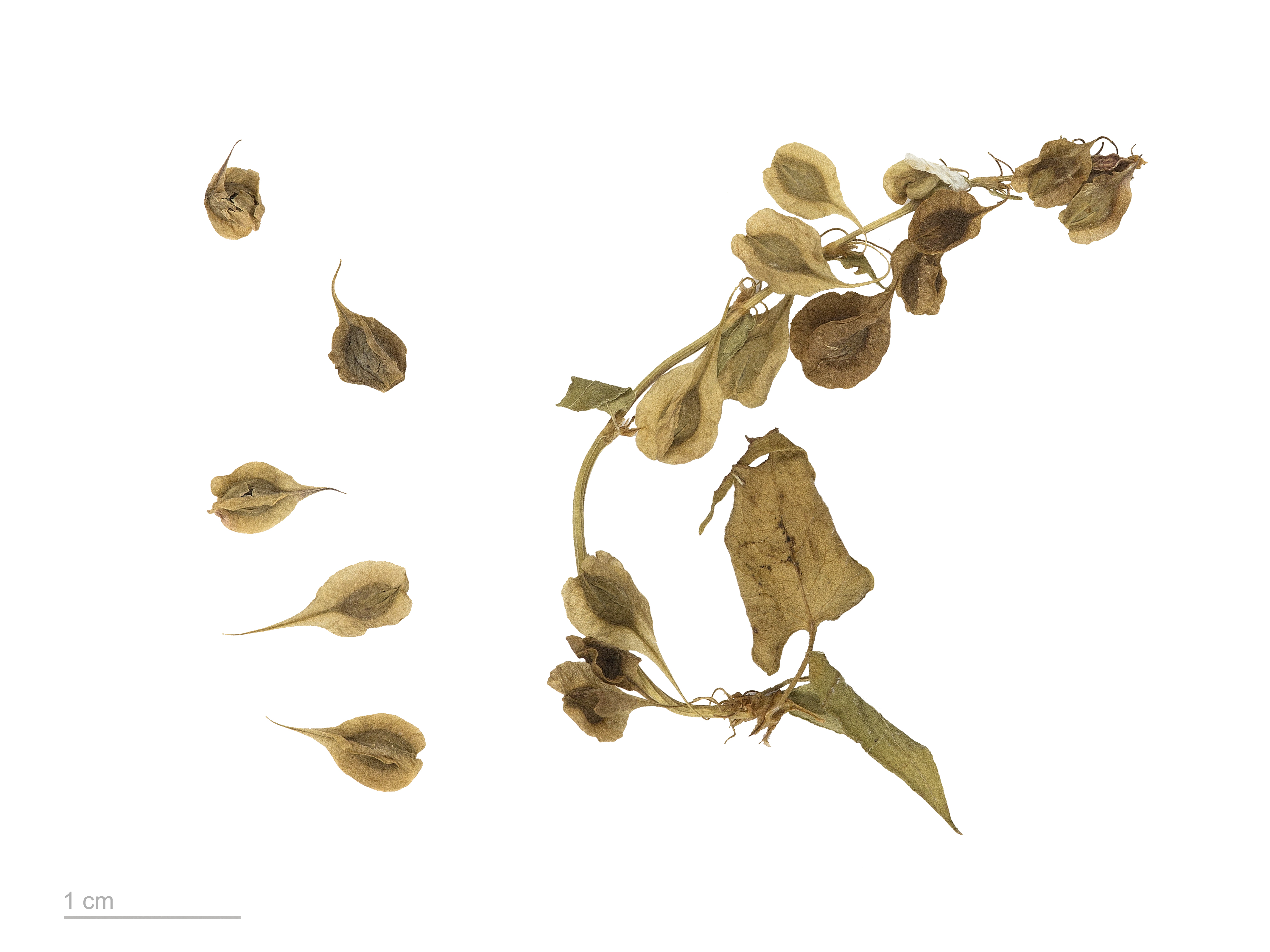
Fallopia dumetorum

篱蓼（学名：Fallopia dumetorum）为蓼科何首乌属下的一个种。

## 扩展阅读
- 維基物種上的相關：篱蓼